# Юная мисс США 2001
Юная Мисс США 2001 (англ. Miss Teen USA 2001) — 19-й национальный конкурс красоты, проводился в South Padre Island Convention Centre, Техас. Победительницей стала Марисса Уитли, представлявшая штат Миссури.

## Город проведения
Конкурс красоты, который проводился в Шривпорте в течение трёх лет, был перенесён, так как организация конкурса принесла городу убытки в сумме 70 тыс. долларов. Новым местом был выбран курортный городок Саус-Падре-Айленд в штате Техас.

## Результат

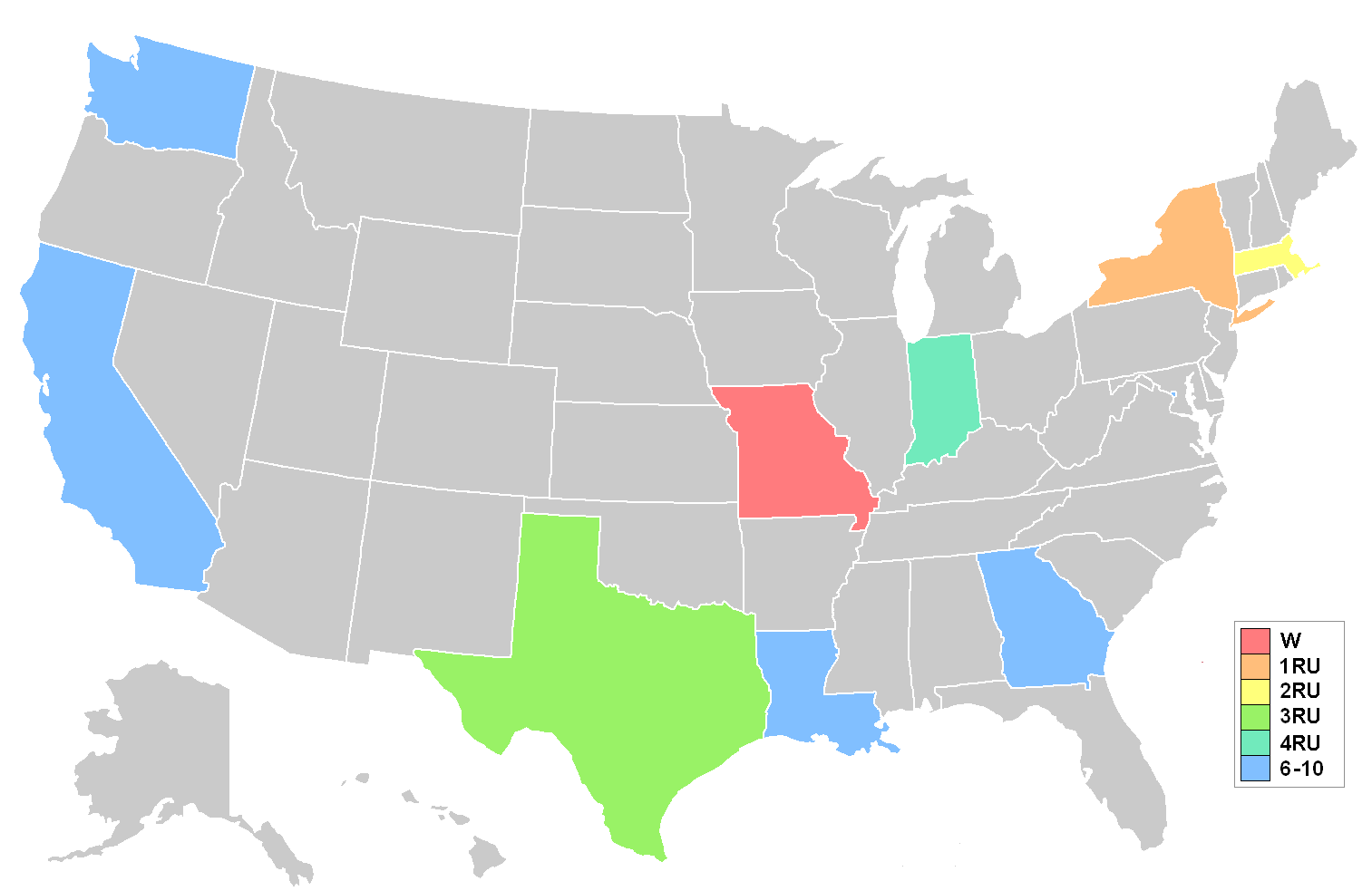
На карте цветом выделены штаты, представительницы которых вошли в десятку лучших на конкурсе красоты Юная Мисс США 2001

### Места
| Итоговый результат | Участница |
| ------------------ | --- |
| Юная Мисс США 2001 | - Миссури — Марисса Уитли |
| 1-я Вице Мисс      | - Нью-Йорк — Глория Элмонта |
| 2-я Вице Мисс      | - Массачусетс — Марианна Заславский |
| 3-я Вице Мисс      | - Техас — Кэтрин Перелло |
| 4-я Вице Мисс      | - Индиана — Джиллиан Дорнбуш |
| Топ 10             | - Калифорния — Кэйси МакКлейн - Луизиана — Пейдж Иган - Джорджия — Брэнди Дрейк - Вашингтон — Шеннон Халберт - Вашингтон (округ Колумбия) — Жаклин Дрейкфорд |

### Специальные награды
| Награда                 | Участница                    |
| ----------------------- | ---------------------------- |
| Мисс Конгениальность    | - Орегон — Сара Уорнер       |
| Мисс Фотогеничность     | - Индиана — Джиллиан Дорнбуш |
| Стиль                   | - Джорджия — Брэнди Дрейк    |
| Лучший купальный костюм | - Техас — Кэтрин Перелло     |

### Баллы
| \| Штат \| Купальный костюм \| Вечернее платье \| Средний балл \| \| -------------------------- \| ---------------- \| --------------- \| ------------ \| \| Миссури \| 9.74(2) \| 9.83(1) \| 9.79(1) \| \| Нью-Йорк \| 9.29(6) \| 9.40(4) \| 9.35(4) \| \| Массачусетс \| 9.37(4) \| 9.26(6) \| 9.32(5) \| \| Техас \| 9.75(1) \| 9.63(2) \| 9.69(2) \| \| Индиана \| 9.55(3) \| 9.51(3) \| 9.53(3) \| \| Калифорния \| 9.23(8) \| 9.34(5) \| 9.29(6) \| \| Луизиана \| 9.25(7) \| 9.25(7) \| 9.25(7) \| \| Джорджия \| 9.35(5) \| 8.99(8) \| 9.17(8) \| \| Вашингтон \| 9.15(9) \| 8.75(9) \| 8.95(9) \| \| Вашингтон (округ Колумбия) \| 8.53(10) \| 8.42(10) \| 8.48(10) \| | Победительница 1-я Вице Мисс 2-я Вице Мисс 3-я Вице Мисс 4-я Вице Мисс |                 |              |
| Штат | Купальный костюм                                                       | Вечернее платье | Средний балл |
| Миссури | 9.74(2)                                                                | 9.83(1)         | 9.79(1)      |
| Нью-Йорк | 9.29(6)                                                                | 9.40(4)         | 9.35(4)      |
| Массачусетс | 9.37(4)                                                                | 9.26(6)         | 9.32(5)      |
| Техас | 9.75(1)                                                                | 9.63(2)         | 9.69(2)      |
| Индиана | 9.55(3)                                                                | 9.51(3)         | 9.53(3)      |
| Калифорния | 9.23(8)                                                                | 9.34(5)         | 9.29(6)      |
| Луизиана | 9.25(7)                                                                | 9.25(7)         | 9.25(7)      |
| Джорджия | 9.35(5)                                                                | 8.99(8)         | 9.17(8)      |
| Вашингтон | 9.15(9)                                                                | 8.75(9)         | 8.95(9)      |
| Вашингтон (округ Колумбия) | 8.53(10)                                                               | 8.42(10)        | 8.48(10)     |

- Между штатами Массачусетс и Калифорнией по баллам вышла ничья (9,32), но судьи проголосовали за то, чтобы представительница штата Массачусетс прошла в пятёрку лучших.

## Участницы
| - Айдахо — Хейли Ванклив - Айова — Эшли Хэнсон - Алабама — Роллинз Альбриттон - Аляска — Даниэль Смит - Аризона — Ева Мари Ст. Арно - Арканзас — Лорен Арнольд - Вайоминг — Натали Кунц - Вашингтон — Шеннон Халберт - Вермонт — Хизер Мойлан - Виргиния — Кэтлин Лайтхизер - Висконсин — Келлианн Лэнгфорд - Гавайи — Алана Пауло-Тамаширо - Делавэр — Кристи Эйкен - Джорджия — Бренди Дрейк - Западная Виргиния — Тара Шерзен - Иллинойс — Бриттани Ричмонд - Индиана — Джиллиан Дорнбуш - Калифорния — Кейси МакКлейн - Канзас — Линдси Макки - Кентукки — Кэтрин Фолкнер - Колорадо — Кристал Спурр - Коннектикут — Мари Линн Пискителли - Луизиана — Пейдж Иган - Массачусетс — Марианна Заславски - Миннесота — Серен Аандал | - Миссисипи — Эшли Бакман - Миссури — Марисса Уитли - Мичиган — Челси Руддер - Монтана — Кристи Крингс - Мэн — Мей-Линг Лам - Мэриленд — Прешиус Грейди - Небраска — Хайди Ламмли - Невада — Тани Харрисон - Нью-Гэмпшир — Эшли Линн Блэр - Нью-Джерси — Эрин Абрахамсон - Нью-Мексико — Алайна Кастильо - Нью-Йорк — Глория Элмонта - Огайо — Анджела Уилсон - Оклахома — Линдси Кэмп - Вашингтон (округ Колумбия) — Жаклин Дрейкфорд - Орегон — Сара Уорнер - Пенсильвания — Ребекка Шлаппих - Род-Айленд — Эми Диас - Южная Дакота — Джессика Херрготт - Южная Каролина — Сара Мэдли - Теннесси — Джессика Майерс - Техас — Кэтрин Перелло - Флорида — Джоанна Канделария - Северная Каролина — Эрин О’Келли - Северная Дакота — Стейси Томас - Юта — Николь Хансен |

## Судьи
- Рич Кронин
- Элизабет Хасселбек
- Вероника Кей
- Рэй Муннс[англ.]
- Керр Смит
- Криста Стеголл
- Кристина Видал